# Borovîci, Manevîci
Borovîci (în ucraineană Боровичі) este localitatea de reședință a comunei Borovîci din raionul Manevîci, regiunea Volînia, Ucraina.

## Demografie
Componența lingvistică a localității Borovîci
     Ucraineană (99,46%)
     Alte limbi (0,54%)
Conform recensământului din 2001, majoritatea populației localității Borovîci era vorbitoare de ucraineană (99,46%), existând în minoritate și vorbitori de alte limbi.